# Spathidexia elegans
Spathidexia elegans là một loài ruồi trong họ Tachinidae.